# Apachekolos tenuipes
Apachekolos tenuipes är en tvåvingeart som först beskrevs av Friedrich Hermann Loew 1862.  Apachekolos tenuipes ingår i släktet Apachekolos och familjen rovflugor. Inga underarter finns listade i Catalogue of Life.